# Enoggera tanythrix
Enoggera tanythrix är en stekelart som beskrevs av Naumann 1991. Enoggera tanythrix ingår i släktet Enoggera och familjen puppglanssteklar. Inga underarter finns listade i Catalogue of Life.